# Gianmarco Lucchesi
Gianmarco Lucchesi (Pisa, 10 settembre 2000) è un rugbista a 15 italiano, attivo nel ruolo di tallonatore del Tolone in Top 14 e dal 2020 internazionale per l'Italia.

## Biografia
Nativo di Pisa, città toscana, si formò rugbisticamente nei Lions Amaranto e giocando per tre annate, dal 2015 al 2018, nel FTGI Granducato Rugby, franchigia giovanile frutto della sinergia delle due maggiori realtà livornesi: gli Etruschi ed i Lions Amaranto. Tesserato con gli Amaranto, dal 2018 disputò due stagioni di serie A selezionato con l'Accademia FIR “Ivan Francescato”. Nel 2020 venne convocato nell'Italia Under-20 impegnata nel Sei Nazioni di categoria, giocando tre partite del torneo.
Nell'agosto 2020 fu ingaggiato dal Benetton in Pro14 e, in virtù di un doppio contratto, poté anche disputare il campionato italiano con il Mogliano, salvo poi rimanere al Benetton per l'intera stagione sportiva. Nell'ottobre dello stesso anno, venne convocato in nazionale maggiore dal commissario tecnico Franco Smith per prendere parte ai match di recupero del Sei Nazioni 2020, debuttando il 24 ottobre contro l'Irlanda.

## Palmarès
- Pro14 Rainbow Cup: 1
Benetton Treviso: 2020-21